# Іль (річка)
Іль — гірська річка. Має витоки на північно-західних схилах гори Убиньсу. Впадає в Крюківське водосховище. Довжина 47 км. Має зимові і весняні паводки і літньо-осенню межень.
На річці розташоване смт Ільський.